# Carl Spitzner

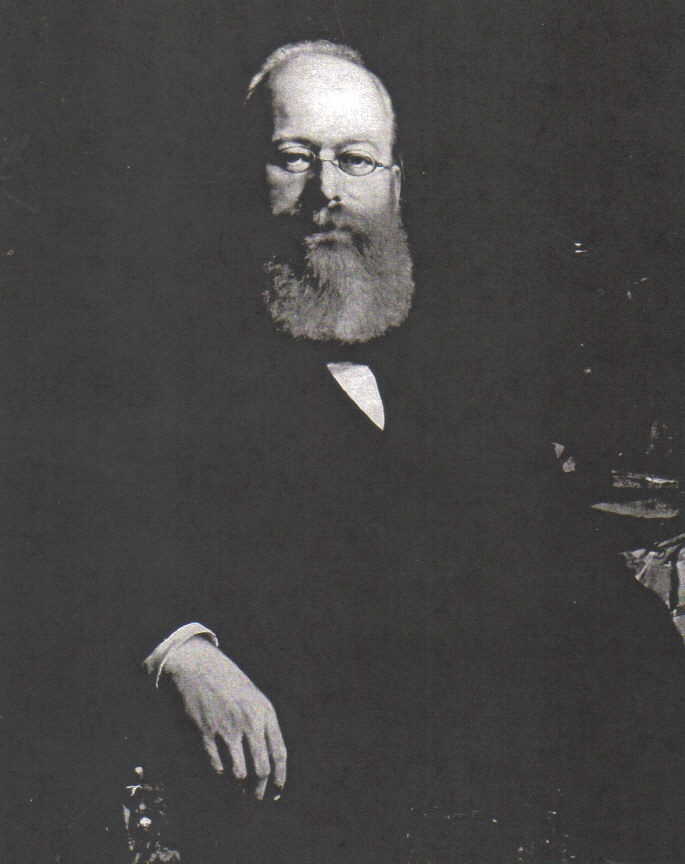
Carl Spitzner

Carl Spitzner (* 20. Mai 1831 in Dresden; † 22. Dezember 1899 in Dresden; vollständiger Name: Carl Gustav Adolf Spitzner) war ein deutscher Arzt und Porzellansammler.

## Leben und Beruf
Carl Spitzner war das erste Kind des Dresdner Kommissionsrates Gustav Spitzner und seiner früh verstorbenen ersten Ehefrau Emma Marie Amalie geb. Schmaltz (* 9. Juli 1811 in Dresden; † 29. Juni 1847 in Dresden). Von 1842 bis 1849 besuchte er die Kreuzschule in Dresden. Nach dem Studium der Humanmedizin an der Universität Leipzig, das er im Wintersemester 1849/50 aufnahm, promovierte Spitzner dort am 15. September 1855 bei dem Internisten Carl Reinhold August Wunderlich zum Dr. med. mit De vi et usu Chinidini Sulphurici in febri intermittente. In seiner Dissertation berichtet er über die Behandlung von 50 Patienten des St. Jacobs-Hospitals in Leipzig, die an Malaria erkrankt waren, mit schwefelsaurem Chinidin, das er nach seinen Beobachtungen „mit bestem Erfolge im Wechselfieber“ anzuwenden wusste.
Ab dem folgenden Jahr praktizierte Spitzner als Arzt in Dresden im Haus Badergasse 1; 1857 war er vorübergehend auch als Assistenzarzt „im Krankenhause“ tätig. Im Laufe des Jahres 1860 begann der inzwischen zur Großen Meißnergasse 26 verzogene junge Mediziner mit dem systematischen Sammeln von Münzen und vor allem von Meißner Porzellan, das er in Dresden und auf Reisen nach eigenem Bekunden „in patriotischer Begeisterung“ erwarb. Nach dem Verkauf seiner Porzellansammlung an die Königliche Generaldirektion für Kunst und Wissenschaft, die 1890 erfolgte, wird Spitzner weiterhin als Sammler von Münzen, Gläsern und Taschenuhren nachgewiesen.
Der praktische Arzt und Sammler Carl Spitzner war zeitweise Stadtverordneter, engagierte sich in dieser Funktion gemeinsam mit anderen Ärzten gegen die Zulässigkeit des Einbaus von ungesunden Kellerwohnungen und gehörte dem ärztlichen Kreisverein für den Regierungsbezirk Dresden sowie „der zur Prüfung der Brunnen in Dresden niedergesetzten gemischten Deputation“ an. Ferner war er bis zu seinem Tode ordentliches Mitglied des sächsischen Altertumsvereins. Mit seiner Familie lebte er ab 1862 bis zu seinem Tod im väterlichen Haus Körnerstraße 5 und besaß mit dem Gebäude Nr. 7 auch das so genannte Körnerhaus, in dem Emil Peschel 1875 das Körner-Museum einrichtete. Spitzners Grabstätte auf dem heute denkmalgeschützten Inneren Neustädter Friedhof in der Leipziger Vorstadt hat sich erhalten.

## Familie

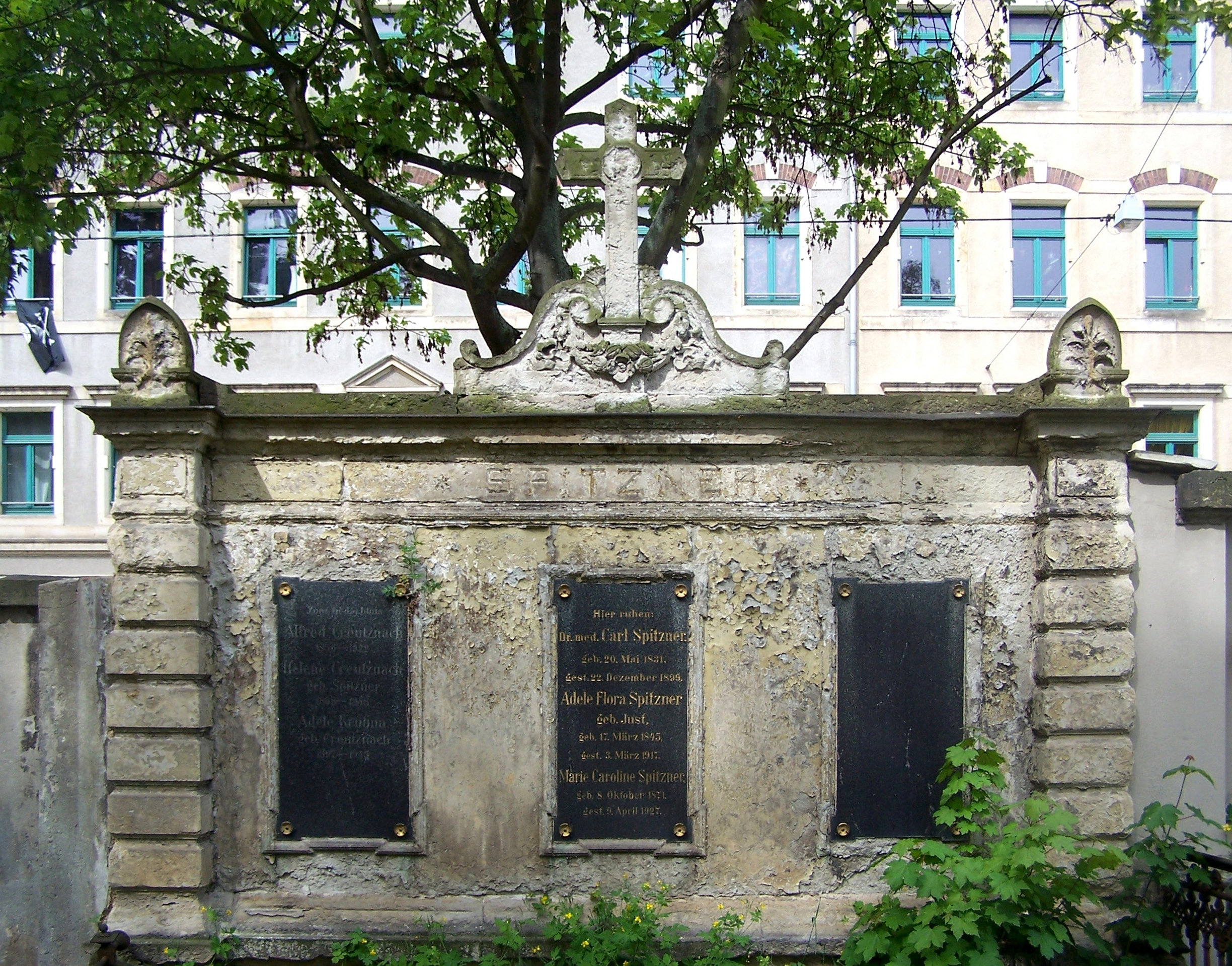
Familiengrab auf dem Inneren Neustädter Friedhof in Dresden

Am 20. Mai 1862 heiratete Carl Spitzner, dessen Neffe der Dresdner Hautarzt Johannes Werther war, in Dresden-Loschwitz die früh verwaiste Adele Flora Just (* 17. März 1845 in Sebnitz; † 2. März 1917 in Dresden), Tochter des Sebnitzer Papierfabrikanten Heinrich Adolf Just (* 11. Februar 1816 in Sebnitz; † 25. Januar 1846 in Sebnitz) und seiner Ehefrau Christiana Carolina geb. Hesse (* 19. April 1818 in Sebnitz; † 8. August 1846 in Sebnitz). Dem Aufsichtsrat der 1871 gegründeten und an der Dresdner Börse notierten „Sebnitzer Papierfabrik vormals Gebr. Just & Co.“ gehörte auch Carl Spitzner an. Aus seiner Ehe mit Flora Just gingen zwischen 1863 und 1876 fünf in Dresden geborene Kinder – drei Töchter und zwei Söhne – hervor: der spätere Dresdner Landgerichtsrat, Kunstfreund und Genealoge Reinhard Spitzner, der unter dem Pseudonym Reinhard Volker auch als Schriftsteller hervortrat, die mit dem Oberstleutnant Kurt Ernst Stein (* 12. November 1855 in Dresden; † 30. Juli 1909 in Dresden) verheiratete Emma Therese Dorothea Spitzner (* 22. Oktober 1864 in Dresden; † 12. Juni 1916 in Dresden), Helene Flora Cäcilie Spitzner (* 21. April 1868 in Dresden; † 10. Juni 1948 in Halle (Saale)), Ehefrau des Dresdner Textilfabrikanten Alfred Creutznach (* 22. Februar 1856 in Rochlitz; † 20. November 1922 in Dresden), die unverheiratet als Privata verstorbene Marie Karoline Spitzner (* 8. Oktober 1871 in Dresden; † 9. April 1927 in Dresden) sowie schließlich der spätere Oberregierungsbergrat und Vorstand des Bergamtes Dresden Karl Spitzner.

## Porzellansammlung
Carl Spitzner, der bei seinen Erwerbungen stets umsichtig auswählte, gilt in der Fachwelt als „großer Meißen-Sammler“. Er gehörte „schon 1860 zu den wenigen Sammlern, die sich für Meißener Porzellan des gesamten 18. Jahrhunderts interessierten und sich nicht ausschließlich auf die Zeit von 1750/1760 beschränkten. Allerdings bezog sich sein Interesse insbesondere auf bemalte Geschirre. Hier bewies er immer wieder eine glückliche Hand im Auffinden seltener Objekte“. Am 2. Juni 1889 offerierte Spitzner seine Sammlung, die „einen Überblick über die ganze Entwicklungsgeschichte des Meißener Porzellans gewährt“, erstmals der Königlichen Generaldirektion für Kunst und Wissenschaft unter ihrem Generaldirektor Woldemar von Seidlitz, jedoch zunächst ohne Erfolg. Am 10. Februar 1890 bot er sie daher erneut zum Kauf an. Inzwischen waren 116 Erwerbungen hinzugekommen, so dass die ab 1860 entstandene Sammlung nunmehr gut 1.400 vorwiegend kleinere Objekte umfasste, darunter 180 Teller, 160 Kannen, 290 vollständige Tassen, 130 einzelne Ober- und 70 Untertassen sowie 100 Figuren. In der Dresdner Tagespresse wurde im Februar 1890 begleitend kolportiert, der in Rede stehende Kaufpreis von 85.000 Mark sei bereits vor Jahren „durch Amerikaner“ überboten worden; auch ein amerikanisches und ein englisches Museum seien an einer Übernahme der Spitznerschen Sammlung interessiert.
Am 22. April 1890 schrieb die Königliche Generaldirektion für Kunst und Wissenschaft an Carl Spitzner, dass man nunmehr bereit sei, die Porzellansammlung anzukaufen und „vorläufig soweit angängig ungeteilt aufstellen zu lassen“. Im Sommer 1890 erwarb die Generaldirektion zum Preis von 90.000 Mark die Sammlung, die nach der Zahlung des Kaufpreises zwischen dem 12. Juli und dem 6. August 1890 schrittweise übernommen und im Johanneum in hergerichteten alten Vitrinen aus dem Japanischen Palais aufgestellt wurde.
Jedes Stück erhielt 1890 als Kennzeichnung die kursiv und meist rot geschriebenen Initialen „Sp.“, jedoch keine Inventarnummer. Das angelegte 130-seitige Spezialinventar verzeichnete neben einer knappen Beschreibung die angetroffenen Porzellanmarken, Zeichen, Buchstaben und Ziffern sowie gelegentlich auch Angaben zu Ort und Art des Erwerbs. Carl Spitzner, der während der Vertragsverhandlungen darauf gedrängt hatte, dass die Sammlung in Gänze übergeht und unter seinem Namen fortgeführt wird, zeigte sich erfreut und dankbar, „da die von mir im Laufe langer Jahre mit Liebe und in patriotischer Begeisterung“ aufgebaute Sammlung seiner Heimatstadt Dresden „nunmehr sicher erhalten“ bleiben werde. Generaldirektor von Seidlitz würdigte das Sammlungsgut 1891 in einem dreiteiligen Zeitschriftenbeitrag. Im März 1892 hob Kammerherr Rudolf Karl Freiherr von Finck vor der I. Kammer des Sächsischen Landtags rückblickend hervor, „daß es gelungen ist, für unsere Porzellansammlung die bedeutende Spitzner’sche Sammlung zu erwerben; es ist damit eine wesentliche Lücke ausgefüllt und die Füglichkeit geworden, eine fortlaufende Reihe der Marken unserer Meißner Porzellanfabrik zusammenzustellen, die leider bis jetzt fehlte“.
Das 1890 im Zuge der Übernahme der Sammlung Spitzner in die Porzellansammlung angelegte Spezialinventar galt 1945 zunächst als Kriegsverlust, wurde jedoch im Frühjahr 1985 wieder aufgefunden. 71 Objekte der Sammlung Spitzner konnten somit den Kriegsverlusten zugeordnet werden. 1988 zeigten die Staatlichen Kunstsammlungen Dresden im Zwinger die Ausstellung „Figürliches Porzellan aus der Sammlung Spitzner“.

## Veröffentlichungen
- De vi et usu Chinidini Sulphurici in febri intermittente. Dissertatio Inauguralis Medica. Reclam-Verlag, Leipzig 1855
- Ueber das Chinidin und seine Wirkung im Wechselfieber. In: Archiv für physiologische Heilkunde 1856, Heft 3, S. 391 ff. (eingeschränkte Vorschau in der Google-Buchsuche)